# Akom II
Akom II es una comuna camerunesa perteneciente al departamento de Océan de la región del Sur.
En 2005 tiene 8802 habitantes, de los que 1258 viven en la capital comunal homónima.
Se ubica a medio camino entre la capital regional Ebolowa y la costa atlántica. Su territorio incluye la parte más septentrional del parque nacional de Campo-Ma’an.

## Localidades
Comprende, además de Akom II, las siguientes localidades:
- Abiete
- Akok
- Assok I
- Bibindi
- Bibole
- Biboulemam
- Ebemvok
- Efoulan
- Elon
- Fenda
- Malomba
- Mbanga
- Mvie
- Ndjabilobe
- Nkong-Mekak
- Nko'o Ngop
- Nlomoto
- Nlonkeng
- Nnemeyong
- Nyabitande
- Toko
- Tyengue